# Сильвия (певица)
Си́львия Дечева Младенова (болг. Силвия Дечева Младенова), более известная как Си́львия (болг. Силвия, род. 1 апреля 1978 в Раднево) — болгарская поп-фолк-певица.

## Биография

### Ранние годы
Окончила школу имени Гео Милева. В мир музыки попала при поддержке своей матери: та помогла ей устроиться в оркестре города Раднево, которым руководил Минчо Атанасов, директор дома культуры в том же городе и один из известнейших болгарских продюсеров, который в то время также продюсировал певицу Десиславу Доневу. Десислава приветствовала появление новой певицы в оркестре, и вскоре Сильвия и Десислава подружились. После распада оркестра они начали сольные карьеры: Атанасов стал личным продюсером Сильвии, помогая ей участвовать не только в записи сольных альбомов и организации концертов, но и также озвучивании и дубляже фильмов. Сама Сильвия называет Атанасова своим вторым отцом.

### Начало карьеры
В 1998 году она выпустила свой первый альбом «Страхотна жена»; в том же году появился и второй альбом «Дамата в червено», вышедший на видеокассетах и принёсший певице невероятную славу. Но настоящая слава пришла в 1999 году, когда вышел третий альбом «Среща с Казанова» с хитами «Просякиня», «Сбогом любов» и «На тебе, мамо» (в записи песни участвовала и её сестра), а в клипе на песню «Хубава» Сильвия и вовсе снималась обнажённой в ванной с лепестками роз. В 2000 году выходит четвёртый альбом «Аз, Силвия», первая песня с которого «Апетитна хапка» становится фактической визитной карточкой певицы. На Фракийском фестивале фолк-музыки в 2000 году победу одержала песня с того альбома «Хей, ревнивецо»; популярными также были песни «Бяла магия», «Не съди ме без вина», «Зная как», «Защо ли те срещнах» и «Като светец».

### Временный уход со сцены
Сильвия вскоре берёт перерыв и выпускает сборник своих лучших хитов под провокационным названием «Грешница», куда вошли песни с участием квартета «Славей» и в дуэте с Нончо Воденичаровым, главой города Раднево. В альбом вошли сразу пять дисков. Для своего эффектного возвращения на сцену Сильвия, натуральная брюнетка даже покрасилась в блондинку, однако спустя несколько месяцев снова стала брюнеткой. После рождения дочери Изабель она снова приостановила карьеру, решив посвятить время своим близким. Проблемы в семье были очень сильными: Сильвия переживала развод. И лишь забота о дочери помогала певице держать себя в руках.
В 2006 году Сильвия возвращается на сцену, выступая с Нончо Воденичаровым на разогреве у певицы Калии. В мае выходит её седьмой альбом «Да ме желаеш» с синглом «Забрави ме», однако после очередной серии побед в конкурсах и попаданий в хит-парады Сильвия снова уходит со сцены, вернувшись через год и два месяца с синглом «Водка», который пришлось выпускать под цензурным названием «Изкушение». Видеоклип запретили показывать на телеканале «Планета» по причине пропаганды алкоголя, что вызвало возмущение у поклонников певицы. Их коллективное письмо не убедило руководство телеканала допустить к показу клип. Цензура фактически вынудила людей думать, что Сильвия прекратила свою карьеру, поскольку долгое время не выпускала новые песни и клипы. Сильвия решает снять клипы на песни «Непростимо» и «Лъжа», чтобы напомнить поклонникам о себе, а также записывает с Минчо Атанасовым песню «Я дойди, либе», разрушая все слухи о запрете к трансляции на телевидении своих песен.

### Возвращение
В 2007 году Сильвия реализует клип «Без привилегии», возвращаясь с энтузиазмом к работе. В январе 2007 года вышел DVD-сборник с 19 лучшими видеоклипами Сильвии и фрагмент концерта на фестивале «Фракия Фолк», а вскоре она записывает альбом «Закъсняла прошка», на котором впервые звучат песни на македонском языке. В хит-парады попадает песня «Ти ме подлудяваш» в дэнс-стиле, которая часто звучит на дискотеках. В сентябре 2007 года Сильвия победила на фестивале «Пирин Фолк» с главной песней нового альбома «Закъсняла прошка» и даже становится почётной гражданкой города Раднево за свои заслуги (Сильвия и Минчо активно помогали детскому саду и школе города Раднево). Критики утверждали, что Сильвия изменилась за минувшее время и сделала ставку на новый современный репертуар в стиле поп-фолк.
Продолжая записывать дуэты с Атанасовым, снимая видеоклипы и издавая их на DVD, Сильвия записывает песни «Наздраве» и «Завръщане», снимая на них клипы, а с песней «Лудница в душата» выступает в новогоднем концерте на телеканале Планета. В 2008 году она издаёт новый альбом «Влез в отбора», куда вошли те самые песни. Следующий альбом, «Българка», вышел только 5 лет спустя.

### Семья
Мать Сильвии — Живка Канева — помогла своей дочери начать музыкальную карьеру. У Сильвии также есть сестра, которая моложе её на два года. Сильвия была замужем, развелась: есть дочь Изабель (родилась 9 августа 2003).

## Дискография

### Альбомы
- 1997 — Страхотна жена / Великая женщина
- 1998 — Дамата в червено / Леди в красном
- 1999 — Среща с Казанова / Встреча с Казановой
- 2000 — Аз, Силвия /  Я, Сильвия
- 2002 — Грешница / Грешник
- 2006 — Да ме желаеш / Хочешь меня
- 2007 — Закъсняла прошка / Запоздалое Прощание
- 2008 — Влез в отбора / Введи в команду
- 2013 — Българка / Болгарская

### Сборники
- 2001 – Балади / Баллады
- 2013 — Златните хитове на Силвия / Золотые хиты Сильвии

### Видео и DVD-релизы
- Дамата в червено (1999)
- Silvia Best Video Selection (2007)
- Закъсняла прошка (2008)

## Достижения
- 1998: специальный приз на фестивале «Нов Фолк» от «Арт Рок Център»
- 2000: второй приз жюри фестиваля «Фракия Фолк» (песня «Хей, ревнивецо»)
- 2007: победительница в категории авторской македонской песни на фестивале «Пирин Фолк» (песня «Закъсняла прошка»)
- 2007: почётная гражданка города Раднево